# Zhongjiaquan
Zhongjiaquan (钟家教, Pugilato della famiglia Zhong) è uno stile di arti marziali cinesi classificabile come Nanquan diffuso nella provincia di Guangdong. Lo stile è stato tramandato nell'area di Xingningxian (兴宁县) da Zhong Yougu (钟佑古), che era stato allievo di Wu Zongjun (吴宗钧) del Fujian.
Questi i Taolu: Ruanquan niansi shou (软拳廿四手, 24 mani di pugilato morbido)，Yingquan niansi shou (硬拳廿四手, 24 mani di pugilato duro).
Questi gli esercizi di combattimento (Sanshou): Shuangshou hui (双手会, incontro di due mani), Bao li duanzhang (豹力断掌palmo che spezza la forza del leopardo), Shuang long qiang zhu (双龙抢珠i due draghi si contendono la perla).
Come Duichai (对拆, attaccarsi in coppia, nome utilizzato per i Duilian) ha Liangren Duichai (两人对拆).